# 赫利山
66°17′S 51°21′E / 66.283°S 51.350°E
赫利山（英語：Mount Hurley）是南極洲的山峰，位於恩德比地，處於安角以南13公里，該山峰在1930年1月被發現，以探險隊的攝影師命名，該山峰現時由南極條約體系管理。